# Manuela Di Centaová
Manuela Di Centa přechýleně Centaová (* 31. ledna 1963, Paluzza) je bývalá italská běžkyně na lyžích. Je dvojnásobnou olympijskou vítězkou. Má dosažené bakalářské vzdělání v oboru politologie.

## Závodní kariéra
V italské reprezentaci debutovala ve věku 17 let, o dva roky později se zúčastnila poprvé mistrovství světa 1982.
Pětinásobná účast na Zimních olympijských hrách (1984, 1988, 1992, 1994, 1998).
V roce 1999 byla zvolena členem Mezinárodního olympijského výboru.

## Zajímavosti
Manuela Di Centaová se stala první italskou ženou, která zdolala 23. května 2003 nejvyšší horu světa Mt.Everest.
V roce 2006 byla členskou italského parlamentu za stranu Forza Italia. V roce 2008 byla zvolena za stranu Lid svobody.